# Acontia spangbergi
Acontia spangbergi là một loài bướm đêm trong họ Noctuidae.